# Мале Жабље
Мале Жабље (словен. Male Žablje, итал. Sable piccola) је насеље на десној обали реке Бипава, јужно од Випавски Криж, у општини Ајдовшчина, покрајини Приморска која припада Горишкој регији Републике Словеније
Насеље површине 1,15 km², налази се на надморској висини од 109,7 метара, и 25,7 километра од италијанске границе, налази се на северним обронцима брда Випава (Випавски Грич) на 4,9 km од главног града Ајдовшчине. У насељу према попису из 2002. живи 277 становника.
Насеље је формирано од три засеока Битна, Братушевци, Марковци и Подхум.
За време Хабсбуршке владавине Мале Жабље је било заселак Випавског Крижа.